# Championnat d'Europe masculin de volley-ball 1975
Navigation
Italie 1971 Finlande 1977
Le 9e championnat d'Europe masculin de volley-ball s'est déroulé du 18 au 25 octobre 1975 à Belgrade (Yougoslavie).

## Équipes présentes
- Allemagne de l'Est
- Belgique
- Bulgarie
- France
- Hongrie
- Italie
- Pays-Bas
- Pologne
- Roumanie
- Tchécoslovaquie
- URSS
- Yougoslavie

## Composition des poules
| Poule A                                          | Poule B                                                 | Poule C                                                    |
| ------------------------------------------------ | ------------------------------------------------------- | ---------------------------------------------------------- |
| Site : Skopje Hongrie Italie Pologne Yougoslavie | Site : Subotica Allemagne de l'Est Bulgarie France URSS | Site : Kraljevo Belgique Pays-Bas Roumanie Tchécoslovaquie |

## Phase préliminaire

### Poule A -Skopje

#### Classement
| # | Équipe      | Pts | J | G | P | Sp | Sc | Ratio | Pp  | Pc  | Ratio |
| - | ----------- | --- | - | - | - | -- | -- | ----- | --- | --- | ----- |
| 1 | Pologne     | 6   | 3 | 3 | 0 | 9  | 0  | MAX   | 135 | 72  | 1.875 |
| 2 | Yougoslavie | 5   | 3 | 2 | 1 | 6  | 5  | 1.2   | 136 | 120 | 1.133 |
| 3 | Italie      | 4   | 3 | 1 | 2 | 4  | 6  | 0.667 | 111 | 136 | 0.816 |
| 4 | Hongrie     | 3   | 3 | 0 | 3 | 1  | 9  | 0.111 | 95  | 149 | 0.638 |

### Poule B -Subotica

#### Classement
| # | Équipe             | Pts | J | G | P | Sp | Sc | Ratio | Pp  | Pc  | Ratio |
| - | ------------------ | --- | - | - | - | -- | -- | ----- | --- | --- | ----- |
| 1 | URSS               | 6   | 3 | 3 | 0 | 9  | 1  | 9     | 143 | 84  | 1.702 |
| 2 | Bulgarie           | 5   | 3 | 2 | 1 | 7  | 4  | 1.75  | 146 | 137 | 1.066 |
| 3 | Allemagne de l'Est | 4   | 3 | 1 | 2 | 4  | 6  | 0.667 | 116 | 123 | 0.943 |
| 4 | France             | 3   | 3 | 0 | 3 | 0  | 9  | 0     | 75  | 136 | 0.551 |

### Poule C -Kraljevo

#### Classement
| # | Équipe          | Pts | J | G | P | Sp | Sc | Ratio | Pp  | Pc  | Ratio |
| - | --------------- | --- | - | - | - | -- | -- | ----- | --- | --- | ----- |
| 1 | Tchécoslovaquie | 6   | 3 | 3 | 0 | 9  | 2  | 4.5   | 157 | 94  | 1.67  |
| 2 | Roumanie        | 5   | 3 | 2 | 1 | 8  | 5  | 1.6   | 175 | 135 | 1.296 |
| 3 | Pays-Bas        | 4   | 3 | 1 | 2 | 5  | 8  | 0.625 | 129 | 181 | 0.713 |
| 4 | Belgique        | 3   | 3 | 0 | 3 | 2  | 9  | 0.222 | 107 | 158 | 0.677 |

## Phase finale

### Poule 1 à 6 -Belgrade

#### Classement
| # | Équipe          | Pts | J | G | P | Sp | Sc | Ratio | Pp  | Pc  | Ratio |
| - | --------------- | --- | - | - | - | -- | -- | ----- | --- | --- | ----- |
| 1 | URSS            | 10  | 5 | 5 | 0 | 15 | 3  | 5     | 253 | 156 | 1.622 |
| 2 | Pologne         | 8   | 5 | 3 | 2 | 11 | 9  | 1.222 | 257 | 213 | 1.207 |
| 3 | Yougoslavie     | 8   | 5 | 3 | 2 | 11 | 10 | 1.1   | 247 | 273 | 0.905 |
| 4 | Roumanie        | 7   | 5 | 2 | 3 | 10 | 11 | 0.909 | 249 | 272 | 0.915 |
| 5 | Bulgarie        | 6   | 5 | 1 | 4 | 6  | 12 | 0.5   | 204 | 237 | 0.861 |
| 6 | Tchécoslovaquie | 6   | 5 | 1 | 4 | 6  | 14 | 0.429 | 213 | 272 | 0.783 |

### Poule 7 à 12 -Belgrade

#### Classement
| # | Équipe             | Pts | J | G | P | Sp | Sc | Ratio | Pp  | Pc  | Ratio |
| - | ------------------ | --- | - | - | - | -- | -- | ----- | --- | --- | ----- |
| 1 | Allemagne de l'Est | 10  | 5 | 5 | 0 | 15 | 1  | 15    | 238 | 126 | 1.889 |
| 2 | France             | 9   | 5 | 4 | 1 | 12 | 8  | 1.5   | 246 | 247 | 0.996 |
| 3 | Pays-Bas           | 8   | 5 | 3 | 2 | 9  | 10 | 0.9   | 232 | 241 | 0.963 |
| 4 | Italie             | 7   | 5 | 2 | 3 | 7  | 11 | 0.636 | 207 | 243 | 0.852 |
| 5 | Hongrie            | 6   | 5 | 1 | 4 | 8  | 13 | 0.615 | 250 | 279 | 0.896 |
| 6 | Belgique           | 5   | 5 | 0 | 5 | 7  | 15 | 0.467 | 253 | 290 | 0.872 |

## Palmarès
| Place                      | Pays               |
| -------------------------- | ------------------ |
| Médaille d'or, Europe      | URSS               |
| Médaille d'argent, Europe  | Pologne            |
| Médaille de bronze, Europe | Yougoslavie        |
| 4e                         | Roumanie           |
| 5e                         | Bulgarie           |
| 6e                         | Tchécoslovaquie    |
| 7e                         | Allemagne de l'Est |
| 8e                         | France             |
| 9e                         | Pays-Bas           |
| 10e                        | Italie             |
| 11e                        | Hongrie            |
| 12e                        | Belgique           |